# (39428) Emilybrontë
Pour les articles homonymes, voir Brontë.
(39428) Emilybrontë  est un astéroïde de la ceinture principale. Il porte le nom de la romancière britannique Emily Brontë (1818-1848).
Il a été découvert le 29 septembre 1973 à l'observatoire Palomar.